# あまから太閤記
『あまから太閤記』（あまからたいこうき）は、1967年1月6日から同年6月30日までNET（現・テレビ朝日）系列局で放送されていたコメディ番組である。毎日放送と吉本テレビ制作室（吉本興業）の共同製作。全26回。放送時間は毎週金曜 19:00 - 19:30 （日本標準時）。

## 概要
前番組『みのるのパンチ小僧』から引き続き白木みのるが出演していた公開番組。内容は時代劇風で、立身出世を夢見て故郷を捨てた日吉丸が、火消しの者との絡みで波乱の道中を繰り広げるさまを白木が演じていた。収録はなんば花月で行われていた。

## 出演者
- 日吉丸：白木みのる
- 財津一郎
- 平参平
- 島田洋之介・今喜多代
- ほか

## スタッフ
- 脚本：竹本浩三
- 制作：毎日放送、吉本テレビ制作室

## ネット局
特筆の無い限り全て同時ネット
- 毎日放送（制作局）
- NETテレビ
- 名古屋テレビ（木曜 18:00 - 18:30にて放送）[3]